# CTV (Belarus)
CTV ist ein belarussischer Fernsehsender für Minsk und Umgebung. Der Name des Senders bildet sich aus dem kyrillischen „С“ (scharfes S) für Hauptstadt (russisch столица) und dem kyrillischen „ТВ“ (TW) stehend für TV oder Fernsehsender (russisch телевидение). Wörtlich übersetzt bedeutet der volle Name „Hauptstädtisches Fernsehen“ (offiziell russisch Столичное телевидение und abgekürzt russisch СТВ bzw. belarussisch СТБ).
Der Sender wurde am 19. Oktober 2000 gegründet und sendet seit Januar 2001.

## Programm und Internetangebot
CTV produziert vor allem Nachrichten, gemischt mit lokalen Informationen aus dem öffentlichen Leben.
Der Sender unterhält eine umfangreiche eigene Website, außerdem sind viele Programmausschnitte auf einem eigenen Kanal auf YouTube und auf dem russischen soziale Netzwerk Vk.com abrufbar.
Die Sprache der Website ist ausschließlich Russisch, während die eigentlichen Video-Programmbeiträge zusätzlich auch auf Belarussisch gestaltet sind.

## Sanktionen der EU
Nach der Präsidentschaftswahl in Belarus 2010 wurde Chef Juryj Kazijatka in die EU-Liste der Personen und Organisationen, die im Zusammenhang mit Menschenrechtsverletzungen in Belarus sanktioniert werden, aufgenommen. Laut Beschluss des Europäischen Rates vom 15. Oktober 2012 ist das von Kazijatka verfasste und moderierte Programm „Weltbild“ ein Instrument staatlicher Propaganda, das Repressionen gegen die demokratische Opposition und die Zivilgesellschaft unterstützt und rechtfertigt. Die demokratische Opposition und die Zivilgesellschaft werden mit gefälschten Informationen systematisch negativ und erniedrigend gedeckt. Kazijatka war in dieser Hinsicht nach der Auflösung friedlicher Demonstrationen am 19. Dezember 2010 und anschließenden Protesten besonders aktiv.

## Propaganda
Die EU East StratCom Task Force nannte Rygor Asaronaks Sendungen bei CTV, in der Desinformation von Hassrede begleitet wird, als Beispiel der Propaganda in Belarus.